# Laxmipur (Do)
Laxmipur (Do) – gaun wikas samiti w środkowej części Nepalu  w strefie Narajani w dystrykcie Rautahat. Według nepalskiego spisu powszechnego z 2001 roku liczył on 1474 gospodarstw domowych i 9020 mieszkańców (4444 kobiet i 4576 mężczyzn).